# Fontaine-Française
Fontaine-Française este o comună în departamentul Côte-d'Or, Franța. În 2009 avea o populație de 940 de locuitori.

## Evoluția populației
| An        | 1975 | 1982 | 1990 | 1999 | 2006 | 2009 |
| --------- | ---- | ---- | ---- | ---- | ---- | ---- |
| Populație | 816  | 857  | 798  | 916  | 951  | 940  |